# Gmach Akademii Muzycznej w Katowicach
Gmach Akademii Muzycznej im. Karola Szymanowskiego w Katowicach – zabytkowy budynek położony przy ulicy Wojewódzkiej 33 w Katowicach, na terenie dzielnicy Śródmieście. Obecnie siedziba Akademii Muzycznej im. K. Szymanowskiego w Katowicach.
Gmach ten został wzniesiony w latach 1899–1901 według projektu Alberta Weissa w stylu neogotyckim. Powstał dla Królewskiej Szkoły Rzemiosł Budowlanych, która funkcjonowała w nim do 1922 roku, gdy budynek stał się siedzibą Śląskiego Urzędu Wojewódzkiego oraz Sejmu Śląskiego. Funkcje te pełnił do 1929 roku wraz z powstaniem Państwowego Konserwatorium Muzycznego, będącego początkiem dzisiejszej Akademii Muzycznej im. K. Szymanowskiego w Katowicach. 

## Historia

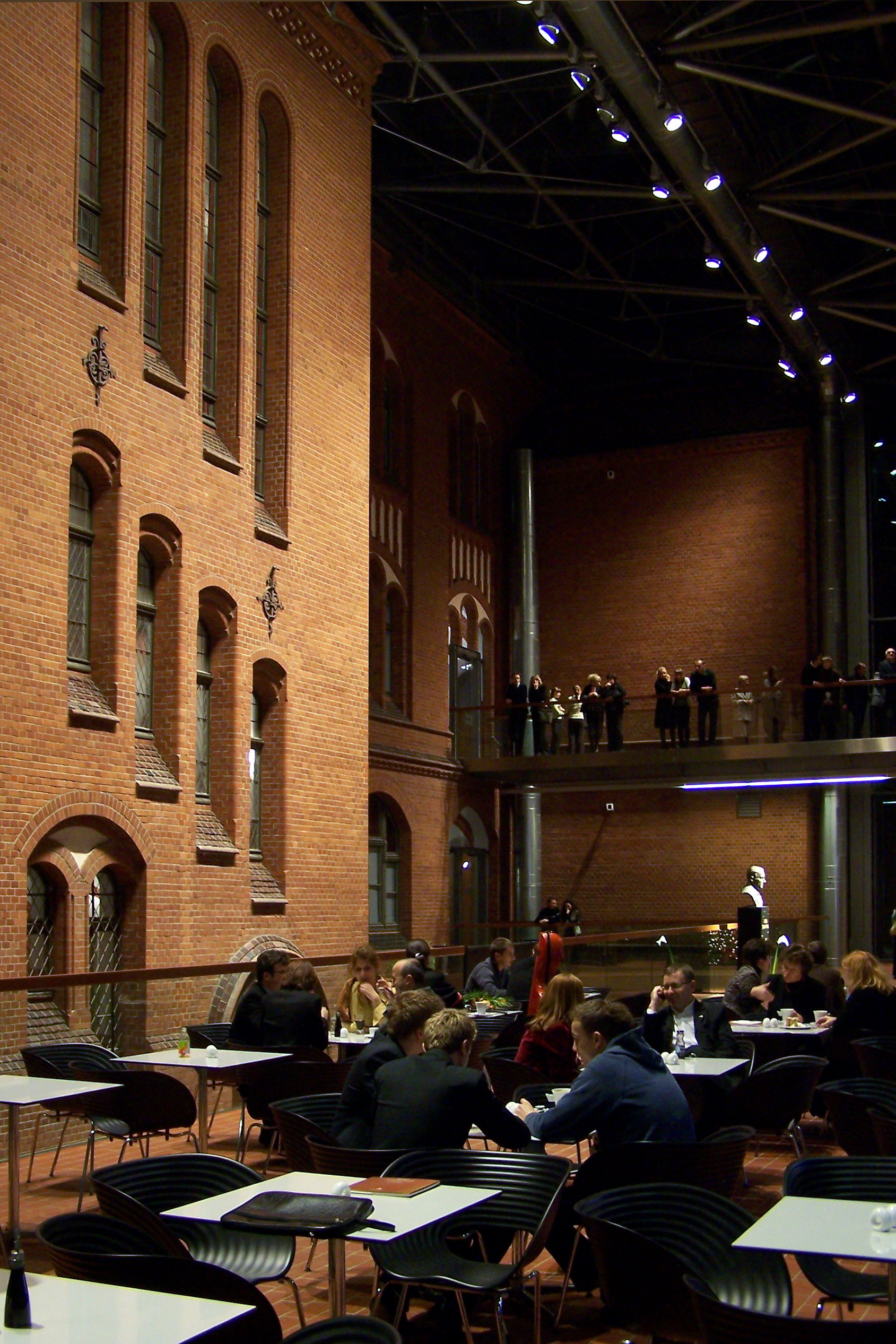
Fragment atrium pomiędzy zabytkowym gmachem a nowym budynkiem Akademii Muzycznej (2007)

Obecny gmach Akademii Muzycznej im. K. Szymanowskiego w Katowicach został wybudowany w latach 1899–1901 . Autorem projektu gmachu był miejski radca budowlany Albert Weiss, zaś prace budowlane gmachu wykonywała firma Grünfelda i Weissa. Powstał on na potrzeby powstałej w 1898 roku Królewskiej Szkoły Rzemiosł Budowlanych . Gmach przekazano szkole 20 kwietnia 1901 roku.
Pomiędzy 1904 a 1905 rokiem we wnętrzu auli im. B. Szabelskiego powstały malowidła autorstwa Emila Noellnera . 
W czasie I wojny światowej część pomieszczeń budynku zaadaptowano na prowizoryczny szpital wojskowy. Szkoła budowalna w gmachu przy obecnej ulicy Wojewódzkiej 33 działała do 1922 roku, kiedy to przeniesiono ją do ówcześnie niemieckiego Bytomia w związku z włączeniem terenów części Górnego Śląska (w tym Katowic) do Polski. Jeszcze w tym samym roku gmach przejęło województwo śląskie, które ulokowały w nim tymczasową siedzibę Śląskiego Urzędu Wojewódzkiego. W gmachu tym organizowano także posiedzenia Sejmu Śląskiego.  
W 1929 roku urząd został przeniesiony do nowego gmachu przy ulicy Jagiellońskiej, a w tym samym roku Witold Friemann założył Państwowe Konserwatorium Muzyczne . Konserwatorium w dotychczasowym gmachu Śląskiego Urzędu Wojewódzkiego otwarto 28 września 1929 roku w obecności wojewody Michała Grażyńskiego i biskupa katowickiego ks. Arkadiusza Lisickiego. W 1934 roku Państwowe Konserwatorium Muzyczne przekształcono w Śląskie Konserwatorium Muzyczne, będące wówczas najważniejszą instytucją muzyczną na terenie województwa śląskiego do czasu II wojny światowej . 
W latach 1939–1945 w gmachu działała kierowana przez Fritza Lubricha niemiecka Okręgowa Wyższa Szkoła Muzyczna. Śląskie Konserwatorium Muzyczne zostało reaktywowane po II wojnie światowej jako Państwowa Wyższa Szkoła Muzyczna, a od 1979 jako działała jako Akademia Muzyczna .
W dniu 19 sierpnia 1978 roku gmach został wpisany do rejestru zabytków nieruchomych.
Gmach ten od końca XX wieku był kompleksowo zmodernizowany. Elewację zewnętrzną gmachu wraz z ogrodzeniem wyremontowano w latach 1998–2000, zaś w latach 2003–2007 przeprowadzono renowację wnętrz gmachu. Prace te wykonała katowickie przedsiębiorstwo budowlane Konior. W latach 2014–2016 prace rewitalizacyjne gmachu obejmowały elewację, dach, ogrodzenie oraz neoklasycystyczne polichromie w auli im. B. Szabelskiego .
W dniu 4 kwietnia 2002 roku powołano działające w zabytkowym gmachu Muzeum Organów Śląskich, a 11 grudnia 2007 roku otwarto Centrum Nauki i Edukacji Muzycznej „Symfonia”, które połączono z zabytkowym gmachem szklanym atrium.

Gmach Akademii Muzycznej im. K. Szymanowskiego w Katowicach na starych fotografiach
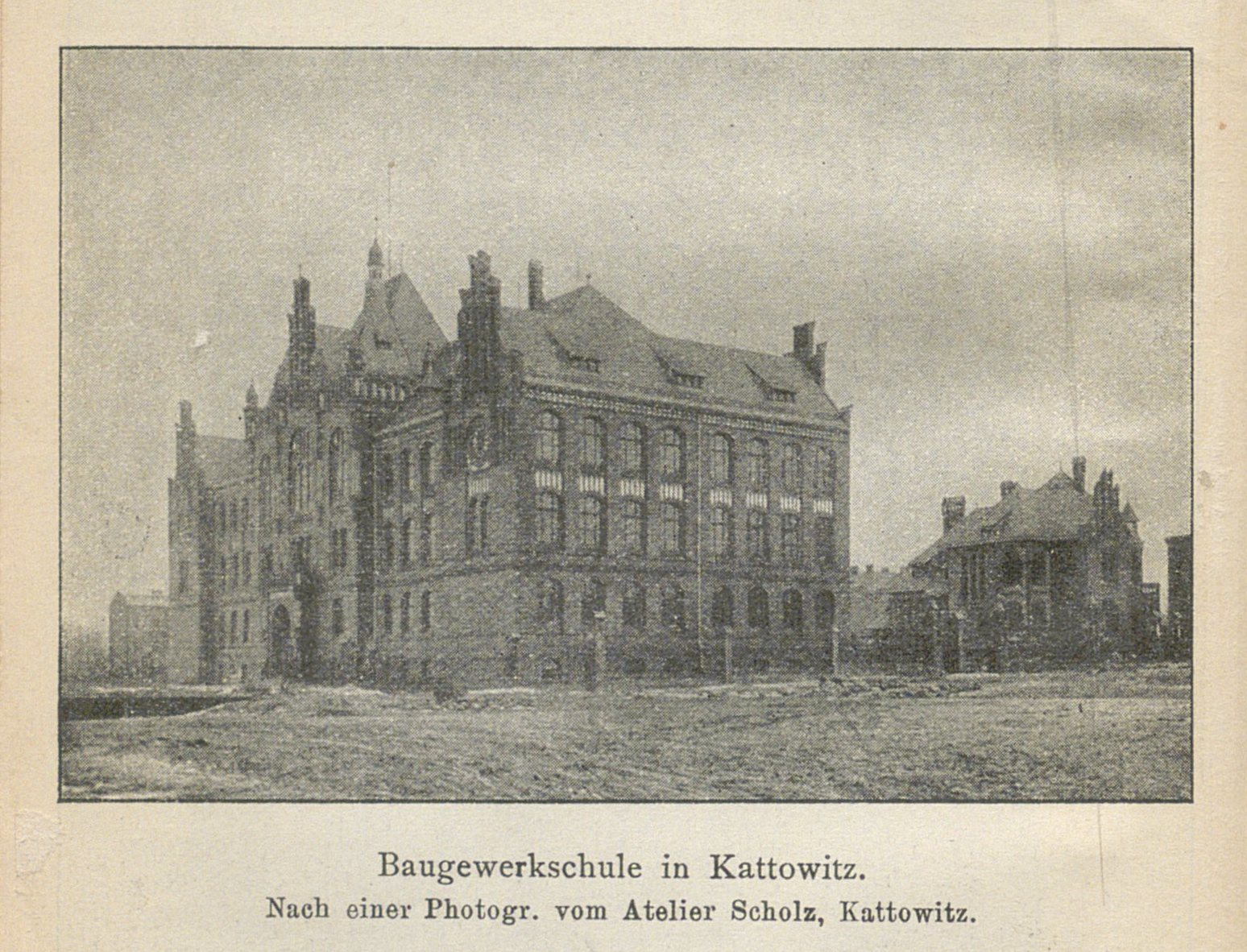
Gmach Królewskiej Szkoły Rzemiosł Budowlanych na ilustracji wydanej w 1904 roku; widok od strony północno-zachodniej
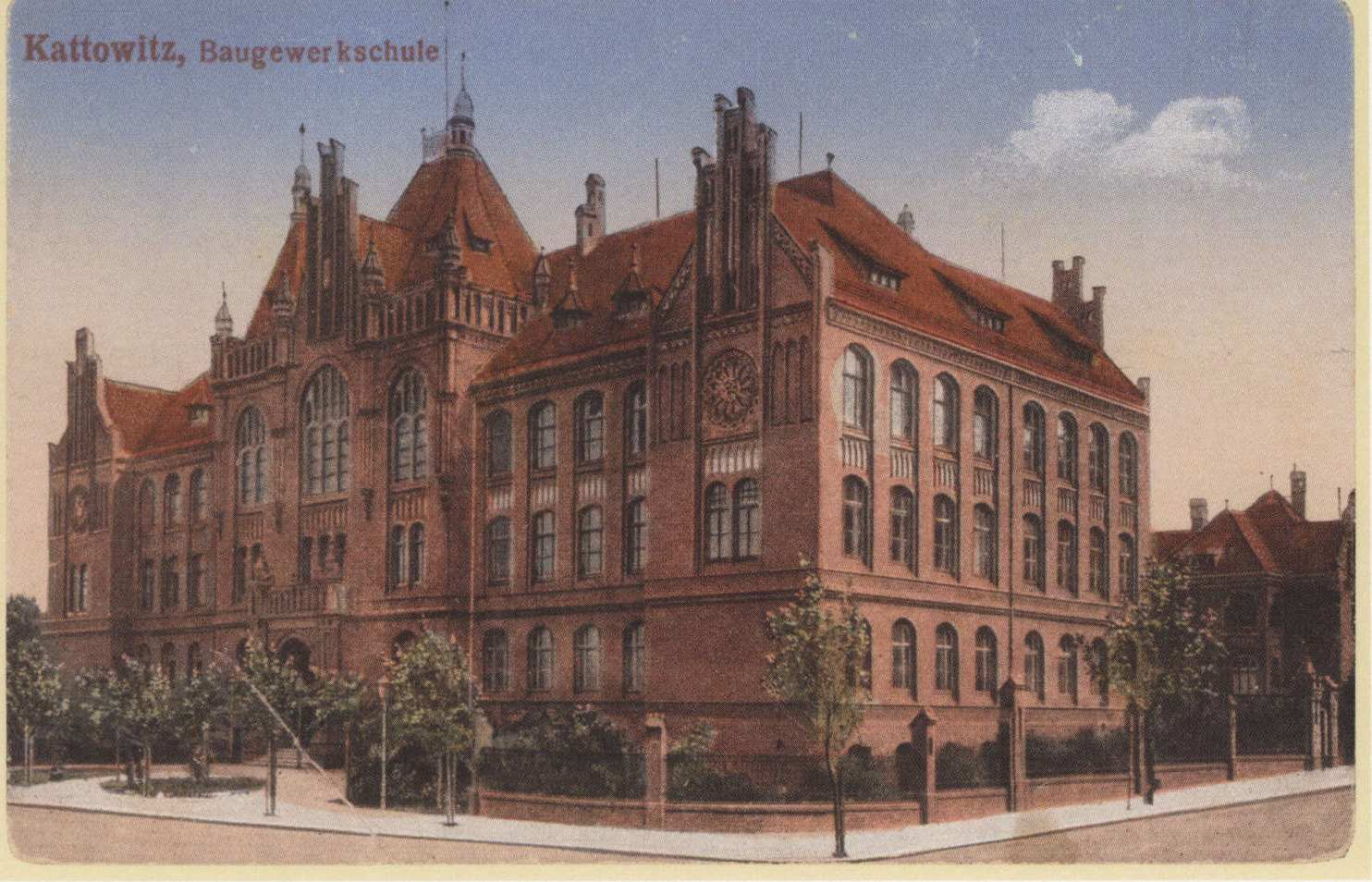
Gmach Królewskiej Szkoły Rzemiosł Budowlanych na pocztówce wydanej w 1918 roku; widok od strony północno-zachodniej
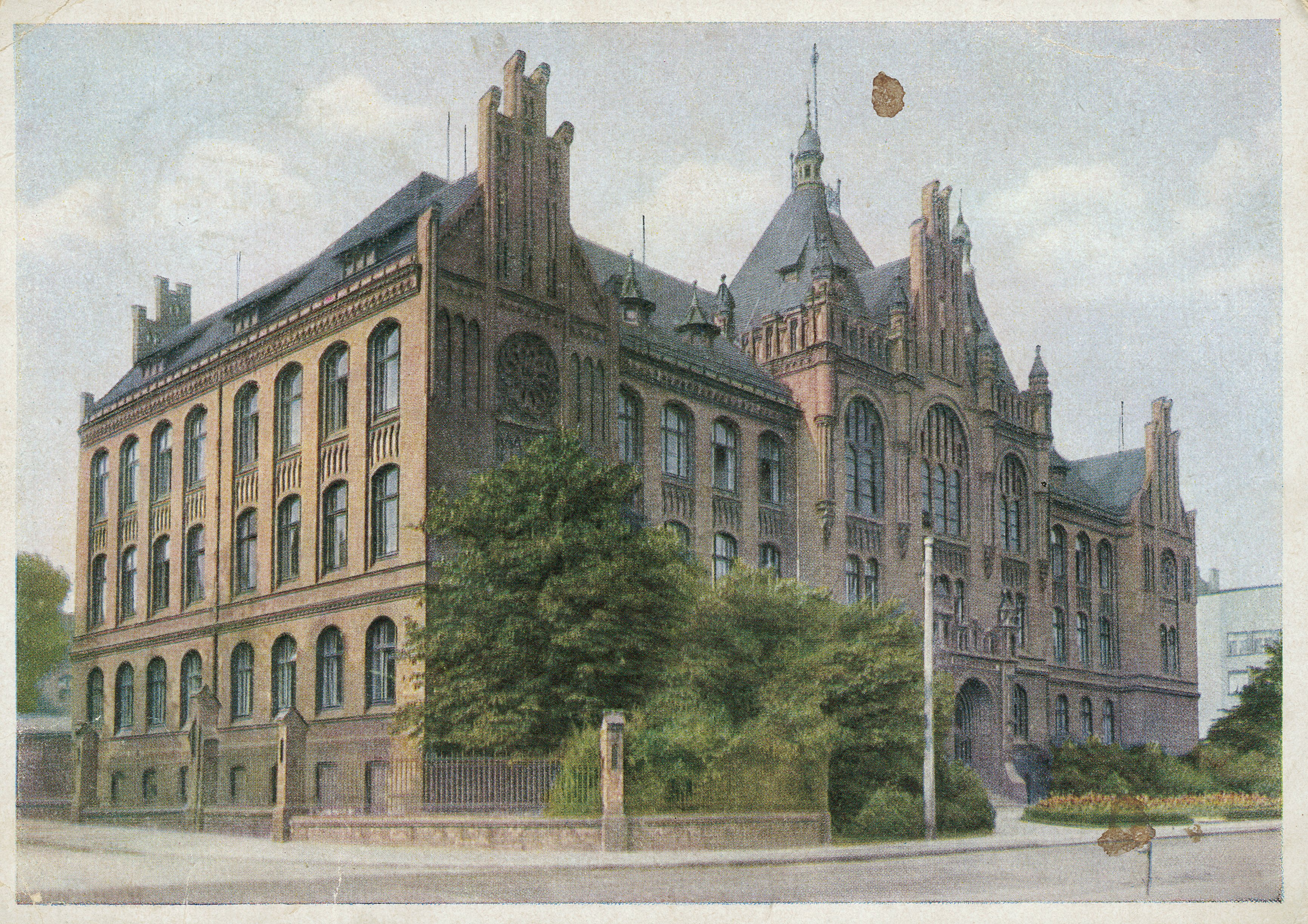
Gmach Śląskiego Konserwatorium Muzycznego na pocztówce wydanej pomiędzy 1939 a 1945 rokiem

## Charakterystyka

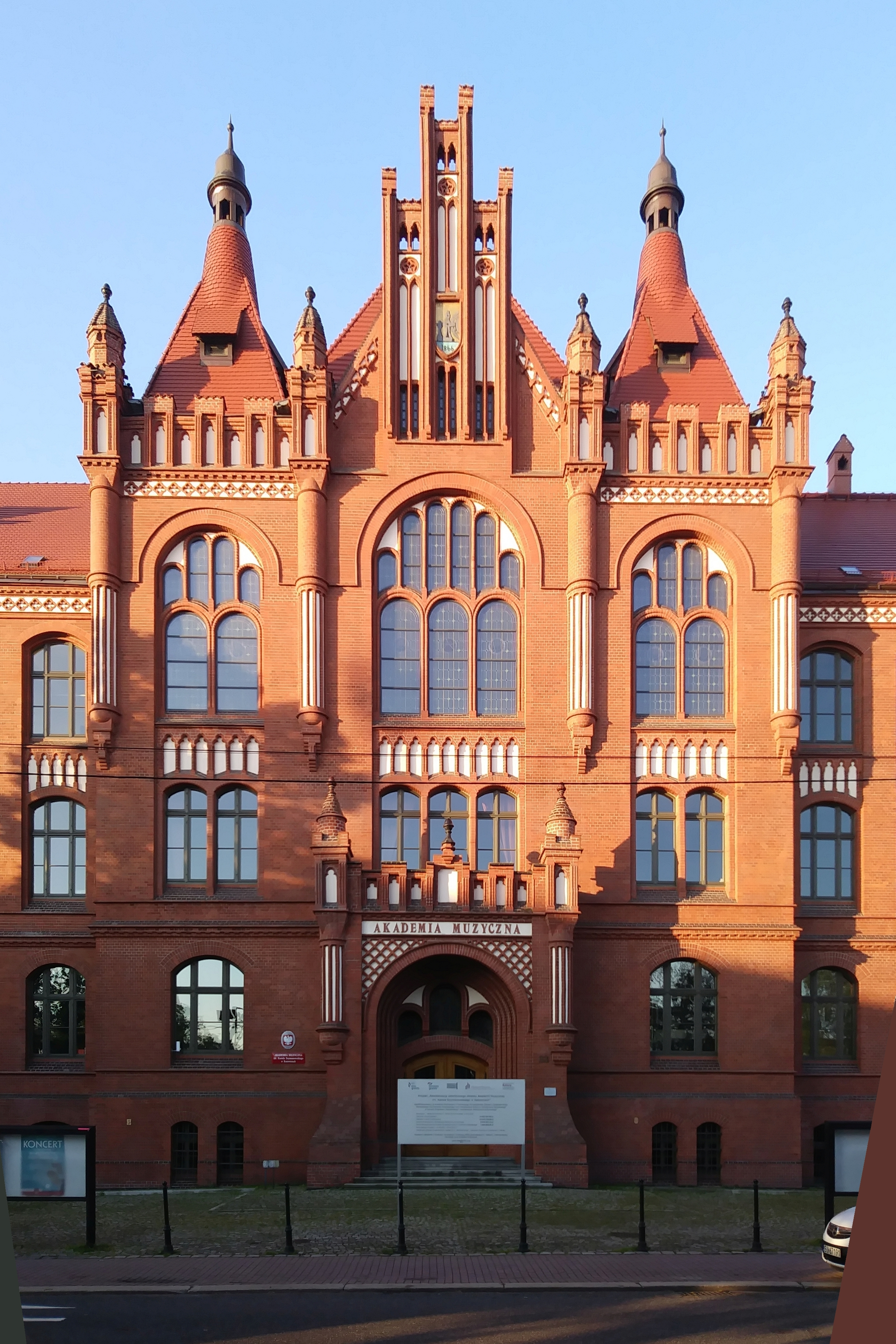
Środkowa część frontowej fasady gmachu Akademii Muzycznej

Gmach Akademii Muzycznej im. Szymanowskiego w Katowicach znajduje się przy ulicy Wojewódzkiej 33 w Katowicach, w granicach dzielnicy Śródmieście. 
Jest to jeden z pięciu budynków Akademii Muzycznej im. Szymanowskiego w Katowicach, w którym funkcjonuje Dział Nauki i Nauczania. W gmachu działa także Muzeum Organów Śląskich . Muzeum to prezentuje zabytkowe organy z różnych epok oraz historyczne fisharmonie, miechy i piszczałki.
Gmach powstał w stylu neogotyckim i prezentuje formy gotyku marchijskiego . Jest to budynek murowany z cegły , o zwartej bryle, powstały na planie litery „U”, z dwoma bocznymi, wyraźnie wysuniętymi ryzalitami na fasadzie frontowej i tylnej. Kryty jest on czterospadowym dachem  kryty dachówką karpiówką. Gmach ma cztery kondygnacje , a także podpiwniczenie oraz poddasze użytkowe. Powierzchnia użytkowa gmachu wynosi 3 728 m², zaś kubatura 28 728 m³.
Gmach Akademii Muzycznej im. K. Szymanowskiego w Katowicach wraz z otoczeniem i ogrodzeniem wpisany jest do rejestru zabytków nieruchomych pod numerem A/753/2021. Jest on także ujęty w gminnej ewidencji zabytków.

### Architektura zewnętrzna
Elewacja frontowa gmachu jest szczególnie bogato udekorowana. Wejście główne do budynku umieszczono na osi środkowej w części przyziemia. Ma ono rozbudowany portal z rozglifowanymi ościeżami. Flankowany jest on nadwieszonymi na wspornikach służkami, pomiędzy którymi znajduje się balkonowa balustrada. Pierwszą i drugą kondygnację budynku rozdziela gzyms. Powyżej portalu znajduje się rząd prostokątnych, czterodzielnych okien zamkniętych łukiem odcinkowym, a nad nimi okna zamknięte łukiem półkolistym, w które wpisano mniejsza okna o tym samym wykroju .
Środkową część gmachu wieńczy ozdobny szczyt  ze sterczynami, na którym zachował się mozaikowy herb Katowic. Boczne ryzality gmachu zwieńczone zaś są dekorowaną ceglaną rozetą, laskowaniami i zablendowanymi oknami z maswerkami oraz wieżyczkami .

### Wnętrza
We wnętrzu gmachu zaprojektowano centralny, wydłużony trakt komunikacyjny. Korytarze i hole przykrywają ceglane sklepienia. Ściany korytarzy i klatki schodowej oblicowane są cegłą klinkierową, zaś ozdobne posadzki wykonano z lastrikowo-kamiennej mozaiki.
We wnętrzu gmachu w szczególności wyróżnia się aula im. Bolesława Szabelskiego. Zaprojektowana została ona na planie prostokąta i składa się z trzech części: szerszej środkowej i bocznych węższych. Aula ta kryta jest sklepieniem sieciowym, podzielonymi gurtami na przęsła. Wnętrze auli obiega drewniana boazeria, która została zrekonstruowana. Na północnej ścianie auli są duże trójdzielne okna wypełnione współczesnymi witrażami, zaś wschodnie i zachodnie ściany udekorowano polichromiami przedstawiającymi św. Jadwigę Śląską w towarzystwie architekta i budowniczego oraz powyżej białego, heraldycznego orła. Pod nimi widnieje sygnatura autora Emila Noellnera, zaś po bokach wizerunki zamku w Oleśnicy, kościoła w Mikulczycach, Domu Wagi Miejskiej w Nysie i ratusza we Wrocławiu. Polichromie te zostały odtworzone .

Wnętrza gmachu Akademii Muzycznej im. K. Szymanowskiego w Katowicach
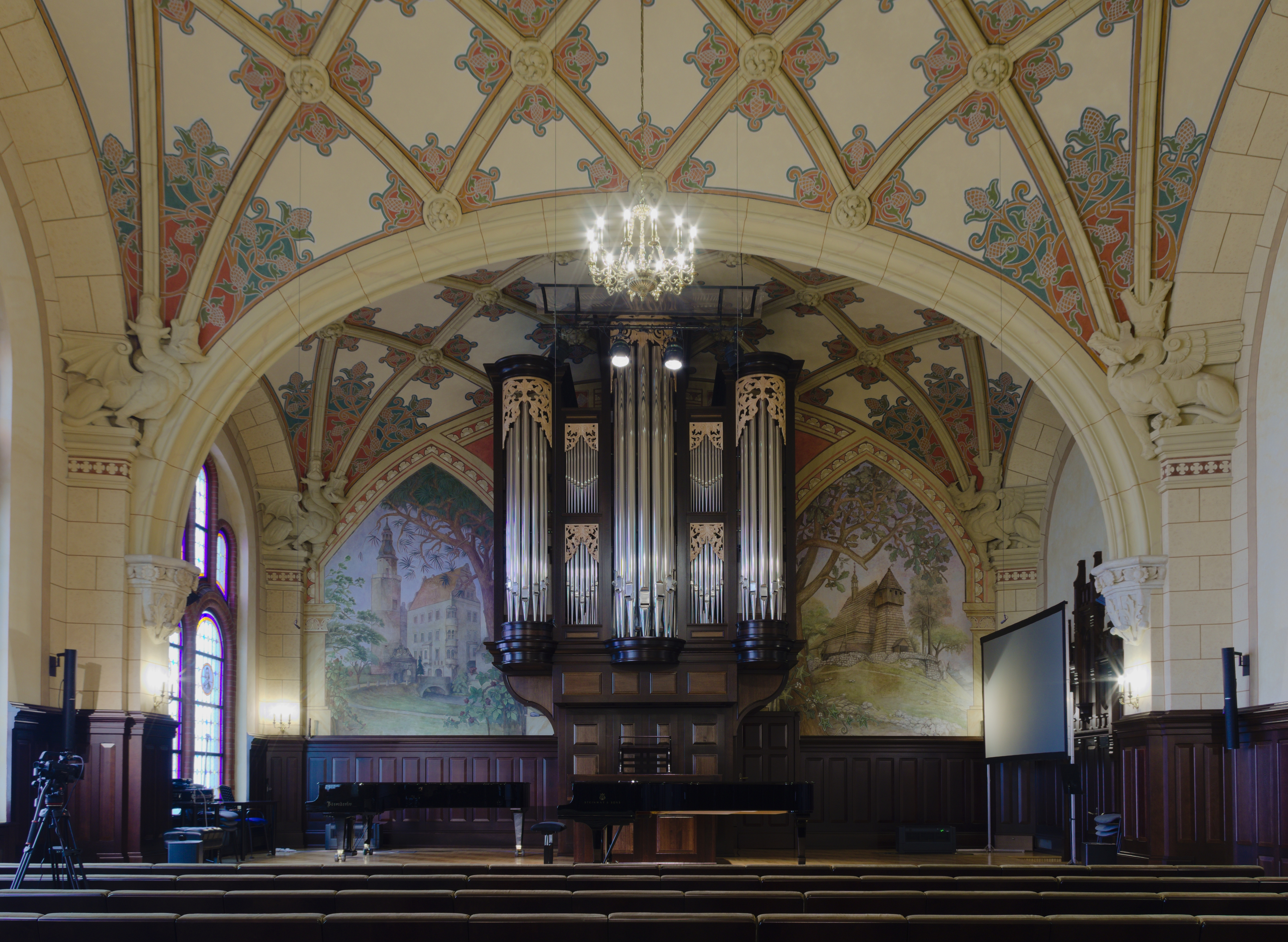
Aula im. Bolesława Szabelskiego
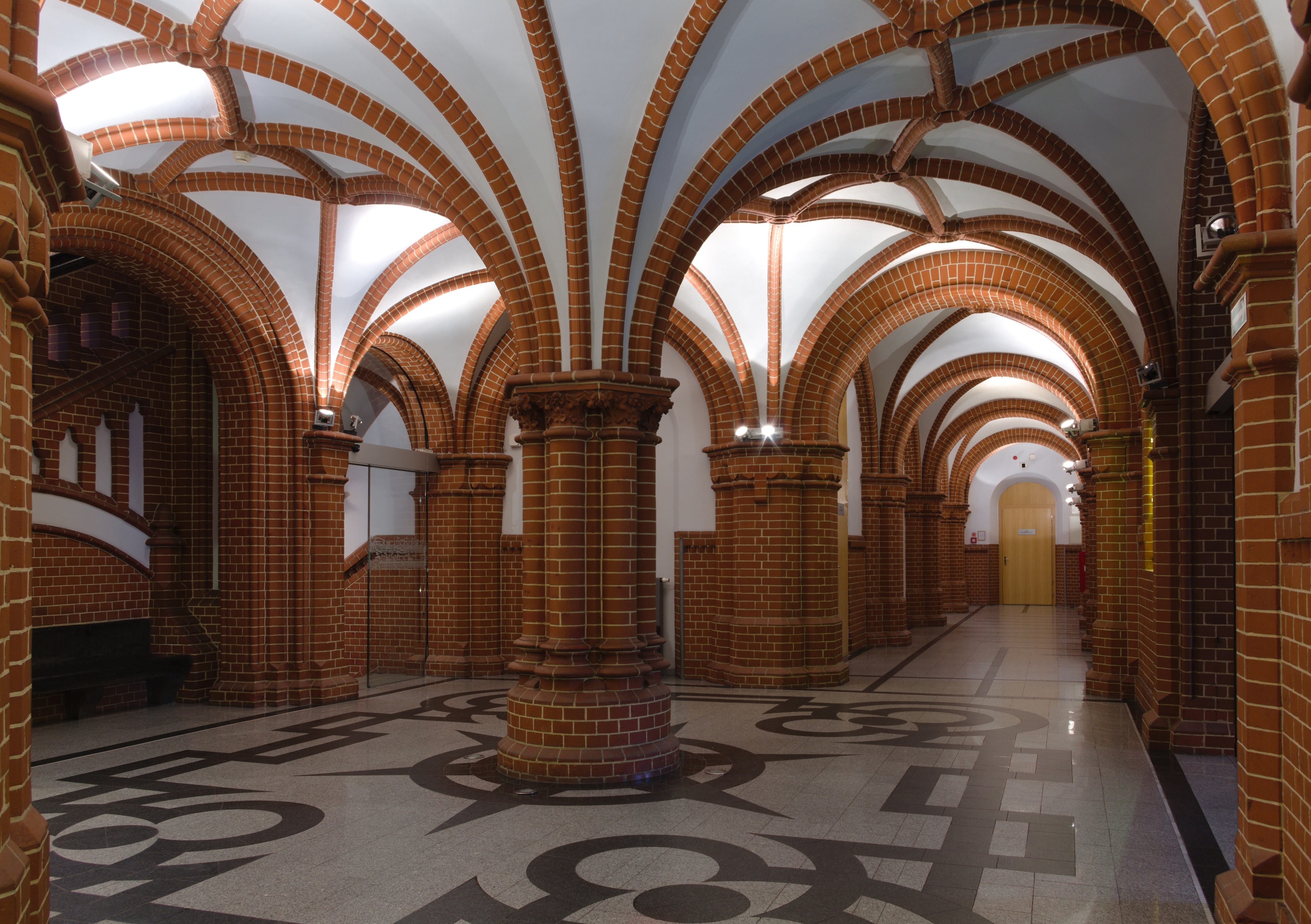
Wnętrze pomiędzy korytarzem (z prawej) a klatką schodową (z lewej)
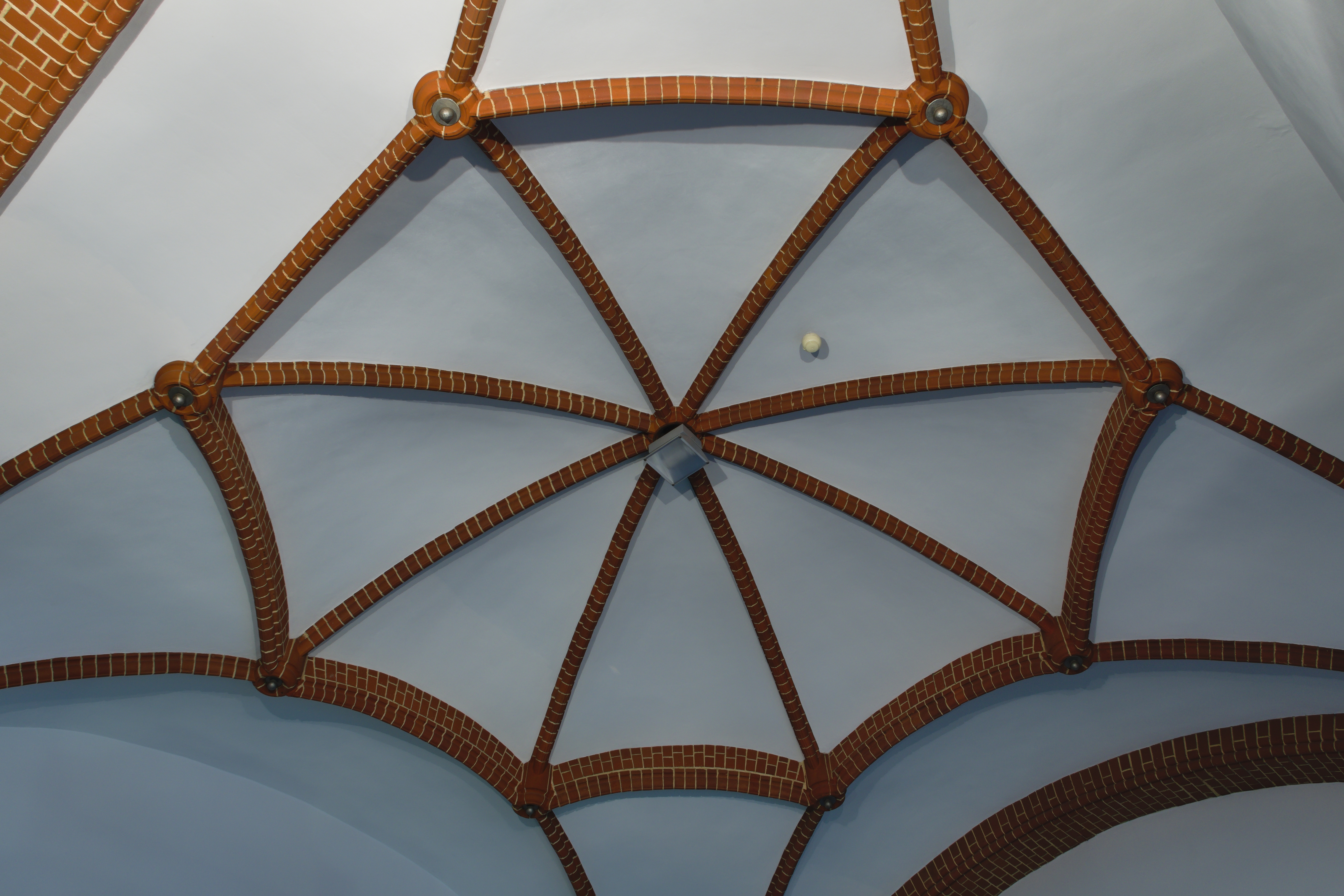
Sklepienie ponad klatką schodową